# Falconhurst (Romanreihe)
Falconhurst ist der Name einer Romanreihe, die der US-amerikanische Schriftsteller Kyle Onstott 1957 mit dem ersten Band, Mandingo, begonnen hatte.
Auf Grund des großen Erfolgs des ersten Bandes, verfasste Onstott die Bände zwei bis vier, davon den vierten zusammen mit seinem Kollegen Lance Horner. Die Bände fünf bis acht schrieb Horner alleine. Ab Band neun unterstützte der Autor Harry Whittington (1915–1990) Horner bzw. zeichnete für die letzten Bände alleine verantwortlich.
Nach dem großen Erfolg des ersten Bandes wurde dieser 1974 von Paramount Pictures ebenfalls erfolgreich verfilmt, so dass man zwei Jahre später mit der Verfilmung des zweiten Bandes eine Fortsetzung auf den Markt brachte.

## Bände
1. Mandingo. 1957.
Deutsch: Mandingo. Heyne, München 1975. ISBN 3-453-00541-4 (übersetzt von Kurt Wagenseil)
2. Drums. 1962.
3. Master of Falconhurst. 1964.
4. Falconhurst Fancy. 1966.
Deutsch: Der Mandingo von Falconhurst. Heyne, München 1978. ISBN 3-453-00709-3 (übersetzt von Ernst Heyda)
5. The mustee. 1967.
6. Heir of Falconhurst. 1968.
Deutsch: Mandingos Erbe. Heyne, München 1976. ISBN 3-453-00588-0 (übersetzt von Evelyn Linke).
7. Flight to Falconhurst. 1972.
8. Mistress of Falconhurst. 1973.
9. Taproots of Falconhurst. 1979.
10. Scandal of Falconhurst 1980.
11. Rogue of Falconhurst. 1983.
12. Road to Falconhurst. 1984.
13. Miz Lucretia of Falconhurst. 1985.
14. Mandingo Master. 1986.
15. Falconhurst fugitive. 1988.

## Verfilmungen
- Mandingo. 1974.
- Die Sklavenhölle der Mandingos. 1976